# Охрана природы
Охра́на приро́ды (не путать с охраной окружающей человека среды) — научный комплекс мер по сохранению, рациональному использованию и восстановлению природных ресурсов и естественной окружающей среды.
Понятие «охрана дикой природы» близко к понятию «охрана окружающей среды», поскольку под «окружающей человека средой» понимается вся среда обитания и деятельности человечества, включая не только природную среду (природные объекты), но и антропогенную среду (объекты, созданные человеком в процессе его деятельности). Таким образом, охрана окружающей среды включает охрану природы в качестве одного из своих компонентов; при этом в центре внимания охраны природы находятся вопросы сохранения биосферы и составляющих её экосистем (биогеоценозов), а в рамках охраны окружающей среды на первый план выдвигается удовлетворение экологических потребностей человека, включая поддержание благоприятных для него локальных и региональных условий существования (например, в городской среде).

## Наука и термин
Охрану природы (как научную дисциплину) изучают в высших учебных заведениях, публикуют учебники.
Было предложено множество названий для науки об охране природы. Из них наиболее наиболее удачным считается название созология, которое впервые применено в 1966 году польским геологом Валерием Гетелем.

## История охраны природы
Некоторые руководители нацистской Германии (в частности, Рудольф Гесс) придавали большое значение заповедному делу и благополучию животных.

### В России

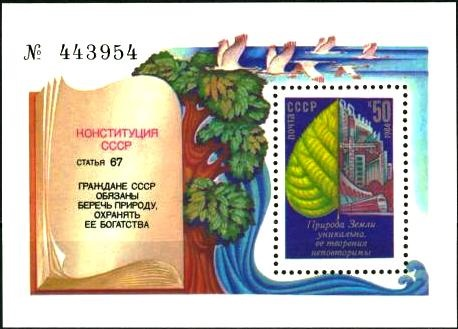
Статья об охране природы в Конституции СССР 1977 года на почтовом блоке СССР (1984)

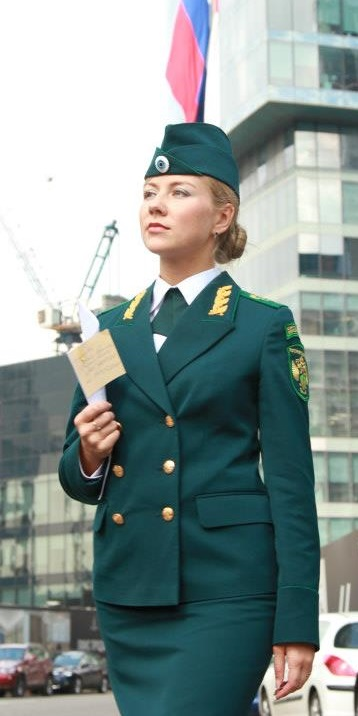
Росприроднадзор

В начале XIX века Т. С. Борноволков составил Рапорт о переносе из города Вологды кожевенного и салотопного производств и уменьшения их вредности для населения. Это было одно из первых в России дел по защите от загрязнения окружающей среды.
Основы научного подхода в области охраны природы были заложены во второй половине XIX века такими учёными, как А. И. Воейков, Д. Н. Анучин, В. В. Докучаев, И. П. Бородин.
В 1917 году В. П. Семёнов-Тян-Шанский представил на рассмотрение Природоохранительной комиссии Русского географического общества первый научно обоснованный проект географической сети заповедников России.
В 1924 году было организовано Всероссийское общество охраны природы. Новый период активизации природоохранной деятельности пришёлся на 1960—1980-е годы.
17 февраля 1925 года был принят Декрет СНК РСФСР «Об утверждении списка научных, музейных, художественных и по охране природы, учреждений и обществ, находящихся в ведении Главного Управления научных и научно-художественных учреждений Народного Комиссариата Просвещения Р. С. Ф. С. Р.»
1960 — Закон РСФСР от 27 октября 1960 года «Об охране природы в РСФСР».
1970 — Земельный кодекс РСФСР от 1 декабря 1970 года, Постановление ЦК КПСС и Совета Министров СССР от 29 декабря 1972 г. № 898 «Об усилении охраны природы и улучшении использования природных ресурсов».
В принятой в 1977 году Конституции СССР, в отличие от предыдущих редакций, было написано (статья 67): «Граждане СССР обязаны беречь природу, охранять её богатства», что, в частности, нашло отражение на почтовом блоке СССР 1984 года, посвящённом охране окружающей среды (ЦФА [АО «Марка»] № 5581).
1978 — Лесной кодекс РСФСР от 8 августа 1978 года
В августе 1978 года вышло в свет первое издание «Красной книги СССР», в котором содержались сведения о редких и исчезающих видах животных и растений, встречающихся на территории Советского Союза (выпуск книги приурочили к открытию проходившей в Ашхабаде XIV Генеральной ассамблеи Международного союза охраны природы). В 1984 году последовало второе её издание, существенно расширенное. В 1983 году была опубликована «Красная книга РСФСР», в которую были занесены 65 видов млекопитающих, 107 — птиц, 11 — пресмыкающихся, 4 — земноводных, 9 — рыб, 34 — насекомых и 15 видов моллюсков. В 2001 году появилась «Красная книга Российской Федерации», за научную основу которой была принята «Красная книга РСФСР»; в неё были включены редкие и исчезающие животные, растения и грибы, обитающие (постоянно или временно) в состоянии естественной свободы на территории, континентальном шельфе и в морской экономической зоне РФ и нуждающиеся в специальных государственно-правовых действиях на федеральном уровне.
1991 — Закон РСФСР от 19 декабря 1991 года «Об охране окружающей природной среды».
2002 — правовые основы природоохранной деятельности были установлены Федеральным законом № 7-ФЗ «Об охране окружающей среды» от 10 января 2002 года.
В июне 2016 года было объявлено о создании Региональной природоохранной прокуратуры на Дальнем Востоке, которая будет осуществлять надзор на территориях Приамурья, Приморья и Хабаровского края. Аналогичная структура Поволжского региона была создана в 1990 году; в неё вошли Самарская, Саратовская, Нижегородская, Ульяновская, Волгоградская, Ярославская, Костромская, Ивановская, Рязанская, Чебоксарская, Казанская, Осташковская, Тверская и Череповецкая межрайонные природоохранные прокуратуры.
Мероприятия по охране природы

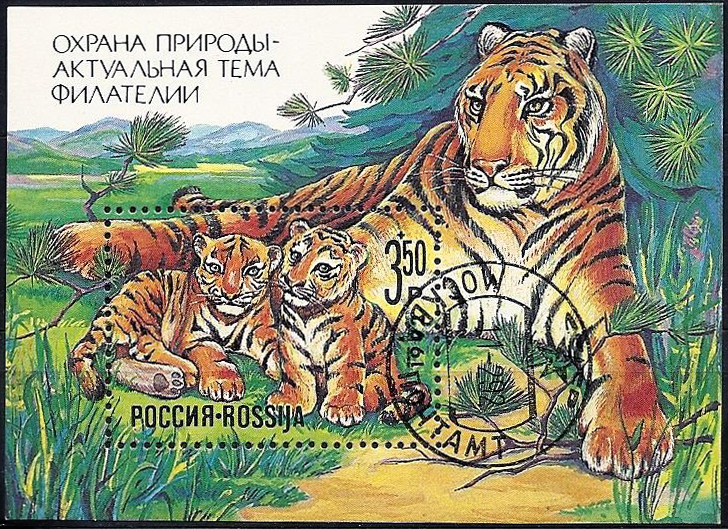
Охрана природы — актуальная тема филателии.

На муниципалитеты городских округов, пунктом 11 и 38 статьи 16 Федерального закона от 06.10.2003 N 131-ФЗ «Об общих принципах организации местного самоуправления в Российской Федерации» отнесены вопросы организации мероприятий по охране окружающей среды, осуществление муниципального лесного контроля.
На основании статьи 98 и 84 лесного кодекса на муниципалитет возложена обязанность осуществления муниципального лесного контроля, владение, пользование, распоряжение лесными участками; установление ставок платы и аренды лесных ресурсов; учёт древесины; разработка и утверждение лесохозяйственных регламентов, организация осуществления мер пожарной безопасности в лесах, созданий муниципальных лесничеств.
Мероприятия, связанные с охраной природы, можно разделить на следующие группы:
- естественнонаучные,
- технико-производственные,
- экономические,
- административно-правовые[1].

Мероприятия по охране природы могут осуществляться в международном масштабе, общегосударственном масштабе или в пределах отдельного региона.
Формирование представлений о необходимости введения специальных природоохранных мер происходило на протяжении весьма длительного времени, хотя на первом этапе речь шла о территориях с уникальными природными объектами (специфическими формами рельефа, горными породами, флорой, фауной и т. д.). Немецкий естествоиспытатель-энциклопедист Александр фон Гумбольдт ещё в 1799 году ввёл понятие «памятников природы» и выдвинул идею их поиска и сохранения.
Первой в мире мерой по охране свободно живущих в природе животных стало решение об охране серн и сурков в Татрах, принятое в 1868 году земским сеймом во Львове и австро-венгерскими властями по инициативе польских естествоиспытателей М. Новицкого, Э. Яноты и Л. Зейснера. В 1872 году на западе США был создан первый в мире национальный парк — Йеллоустонский.
Опасность неконтролируемого изменения окружающей среды и, вследствие этого, угроза существованию на Земле живых организмов (в том числе человека) потребовали решительных практических мер по защите и охране природы, правового регулирования использования природных ресурсов. Среди таких мер — очистка окружающей среды, упорядочение использования химикатов, прекращение производства ядохимикатов, восстановление земель, а также создание заповедников.
В России природоохранные меры предусмотрены в земельном, лесном, водном и другом федеральном законодательстве.
В ряде стран в результате осуществления правительственных природоохранных программ удалось существенно улучшить качество окружающей среды в отдельных регионах (например, в результате многолетней и дорогостоящей программы удалось восстановить чистоту и качество воды в Великих озёрах).
Судебная защита природы
На основании п. 1 ст. 32 Конституции (Основного Закона) Российской Федерации в части непосредственного участия граждан в управлении делами государства, а также ст. 58 Конституции (Основного Закона) РФ каждый обязан сохранять природу и окружающую среду, бережно относиться к природным богатствам.
На основании части 2 ст. 11 ФЗ-7 «Об охране окружающей среды РФ», граждане имеют право обращаться с заявлениями в суд в защиту и охрану природы.. По требованию статьи 12 такими же правами обращения в суд наделены и общественные организации.
На основании части 2 ст. 46 Конституции (Основного Закона) РФ решения и действия (или бездействие) органов государственной власти и должностных лиц могут быть обжалованы в суде. Если дела подсудны Уголовному кодексу РФ, бездействие следственных органов также может быть обжаловано в суде — в порядке ст. 125 УПК РФ, без уплаты государственной пошлины.

## Международное сотрудничество в области охраны природы
В 1948 году был образован Международный союз охраны природы (МСОП; англ. International Union for Conservation of Nature, IUCN) — международное неправительственное объединение, включившее на правах членов значительное число государственных и общественных организаций. Со временем МСОП получил статус наблюдателя при Генеральной Ассамблее ООН и превратился в авторитетный нейтральный форум, где правительства, неправительственные организации, учёные могут работать, чтобы выработать решения назревших экологических проблем и реализовать данные решения. В 1963 году была опубликована подготовленная МСОП «Красная книга» (англ. Red Data Book) — всемирный аннотированный список видов и подвидов животных, которым грозит уничтожение; издание книги преследовало цель привлечь внимание международной общественности к проблемам охраны природы и предотвратить реальную угрозу дальнейшего исчезновения видов животных. Позднее выходили всё новые издания данной книги, уже значительно большего объёма.
Начиная со второй половины XX века развернулось международное сотрудничество в области охраны природы и окружающей среды в целом. Необходимая правовая база для такого сотрудничества была создана принятой на Стокгольмской конференции 1972 года «Декларация ООН по проблемам окружающей среды». В соответствиями с решениями конференции в декабре 1972 года в рамках системы ООН была создана Программа ООН по окружающей среде (ЮНЕП), обеспечивающая координацию усилий по охране природы на глобальном уровне.